# Три епохи (фільм)
Три епохи (англ. Three Ages) — американська німа кінокомедія 1923 року з Бастером Кітоном в головній ролі.

## Сюжет
Фільм «Три епохи» 1923 року — це пародія на епохальний фільм Девіда Гріффіта «Нетерпимість». Повторюючи сюжетний рух і монтажний принцип, застосований класиком світового кіно, Бастер Кітон побудував свій не менш цікавий епос. У Гріффіта — повчальний заклик до терпимості: людей до людей, релігій до релігій, держав до держав і так далі. У Кітона — гумористичний, але не менш серйозну відповідь: людина не може проявляти терпимість в такому почутті, як любов, він завжди боровся, бореться і буде боротися за своє щастя, де і коли б це не було.

## У ролях
- Бастер Кітон — хлопець
- Маргарет Лігі — дівчина
- Воллес Бірі — лиходій
- Джо Робертс — батько дівчини
- Ліллієн Лоуренс — мати дівчини
- Кьюпі Морган — Імператор / печерна людина
- Джордж Девіс — охоронець, збитий з ніг
- Луіз Еммонс — стара ворожка
- Бланш Пейсон — амазонка